# Artur Hoffman
Artur Hoffmann (ur. 16 stycznia 1977) – siatkarz, obecnie trener siatkarski.

## Kluby
- Stal Grudziądz (wychowanek)
- Chemik Bydgoszcz
- Joker Piła
- ALCM Canteleu-Maromme (Francja)
- Delecta Chemik Bydgoszcz (2006/07–2008)